# 박당강 전투 (1288년)
박당강 전투(베트남어: Trận Bạch Đằng 1288 / 陣白藤1288?)는 오늘날 베트남 할롱만 근처의 박당강에서 벌어진 원나라와 쩐흥다오가 이끄는 대월군 간의 전투이다. 이 전투에서 대월이 승리함으로써, 베트남 역사에서 외세에 대항한 빛나는 승리로 기록되어 있다.

## 과정
1258년 몽골의 제1차 침공과 1283년의 제2차 침공까지 두 번의 대월 원정을 실패한 쿠빌라이칸은 분노를 삭힐 수 밖에 없었다. 그리고 1287년에 세 번째 침공을 계획하고, 쿠빌라이의 아들 중 하나인 진남왕 토곤을 총사령관으로 임명하여 9만 병력을 투입했다. 이외에도 수백 척이나 되는 전선과 장문호 장군이 이끄는 수십 만석의 식량을 운반할 선단도 갖추고 있었다. 출병에 즈음하여 쿠빌라이는 토곤을 불러 “소국이라 하여 교지(交趾)를 만만히 보지 말라”는 충고를 내렸다.
1287년 쿠빌라이칸의 아들 중 하나인 원나라의 총사령관 토곤이 베트남을 침공했다. 그는 8만의 정병과 21,000명에 이르는 보급군으로 운남과 하이난을 통해 침공을 했다.
1288년 오늘날 하노이에 해당하는 수도 탕롱에서 관민을 소개(疎開)한 후, 대월의 총사령관 쩐흥다오 장군은 몽골군과의 결전을 다짐하고, 박당강 근처에서 진을 치고 전투를 준비했다. 박당강은 옌훙 지역과 투이응우옌 지역을 지나 바다에 도달하는 지점에 있었다. 그곳은 이미 350년 전인 938년에 응오꾸옌(吳權)이 오대십국 중 하나인 남한(南漢)의 지배에 대항하여 일전을 벌인 지역으로 알려져 있었다. 1288년 3월부터 전투를 준비한 쩐응다오 장군은 응오꾸옌이 구사한 것과 같은 방식의 전술을 준비했다. 그는 조수간만의 차를 분석하여, 썰물 때 바닥에 말뚝을 심어두었으며, 복병을 배치하는 등 전투를 치밀하게 준비했다.

## 전투
탕롱에 있던 몽골군은 상당한 식량부족에 시달렸다. 보급 선단이 도달했다는 소식이 없는 상태에서 토곤은 그의 군대가 위험한 위치에 있음을 알고, 반끼옙까지 퇴각시켜야 했다. 이 때를 노려 베트남군은 몽골군이 장악하고 있던 지역들을 다시 탈환하기 시작했다. 민병과 유격대들이 반끼옙으로 퇴각하는 몽골군을 괴롭혔고, 상당한 손실을 입혔다. 토곤은 그의 군대를 둘로 나누어 다시 퇴각시켜야 했다.
4월 초순, 오마르가 이끄는 보급함대가 보병부대에 의해 인솔되고 있었다. 베트남군은 다리와 도로를 파괴했고, 몽골군에게 전투를 도발하고 있는 가운데, 몽골군이 박당강 근처에 도달했다. 베트남의 소함대가 거짓으로 후퇴하는 척하자 몽골 해군은 열심히 베트남군을 추적했으며, 그들이 쳐놓은 함정에 걸려들었다. 양쪽 둑에서 잠복하고 있던 대월 함대가 갑자기 나타나 맹렬한 공격을 퍼부었다. 갑작스런 맹공에 몽골군은 패닉에 빠져 바다쪽으로 후퇴하려 했다. 그러다가 미리 심어놓은 말뚝과 목책에 많은 함선들이 침몰하기 시작했고, 양 둑쪽으로 도망가려 했던 몽골군은 쩐흥다오 장군과 왕이 대기시켜 둔 대군과 다시 맞딱뜨려야 했다. 몽골 함대는 모두 전멸하고, 오마르는 사로잡혔다.
해전에서의 완승과 더불어 육지에서도 대월군이 원의 군대를 대부분 전멸시켰다. 토곤의 군대는 랑선까지 후퇴하였다.

## 영향
대월 이외에 인도차이나 반도에 있는 다른 왕국들인 베트남 남부의 진랍과 중부의 참파는 쿠빌라이칸을 그들의 간섭자로 받아들였었다. 박당강 전투는 베트남의 역사에서 초강대국에 맞서 자주독립을 지켜낸 위대한 승리로 추앙받고 있다. 베트남은 몽골 군을 맞아 3번이나 승리하면서, 이후 몽골은 두 번 다시는 베트남을 노리지 않았다.
1959년에 굴착공사 중에 1288년 전투에 사용된 것으로 보이는 말뚝이 발견되었다.

## 같이 보기
- 박당강 전투 (938년) - 남한 (십국)과의 전투
- 박당강 전투 (981년) - 북송과의 전투